# Бушевське городище

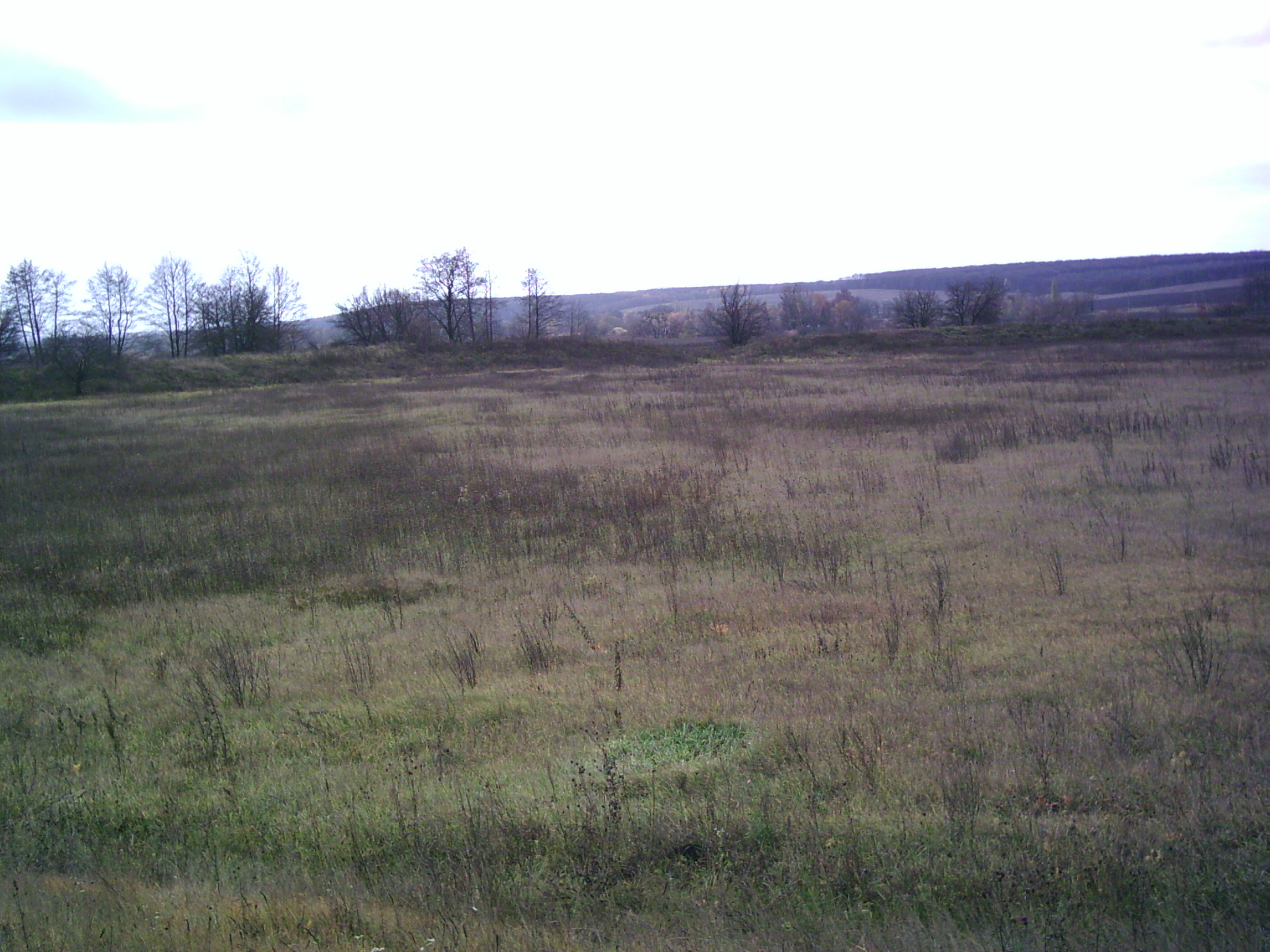
Бушевське городище

Бу́шевське городи́ще — археологічна пам'ятка, розташована поблизу села Бушеве Білоцерківського району Київської області, практично в місці впадіння річки Горохуватка  у річку Рось.
Городище має овальну форму (нагадує сучасний стадіон). Вал заввишки близько п'яти метрів із зовнішнього боку і трьох — з внутрішнього. Площа об'єкта становить близько чотирьох гектарів.
До городища є два входи, розташованих один навпроти іншого: північно-західний і південно-східний.
Археологічні знахідки та форма вказують на скіфське походження городища. Однак вали що збереглися, ймовірно, були споруджені у другій половині XI століття.
Дослідження Бушевського городища показали наявність в середині валів залишків двох рядів зрубних клітей, встановлених на скіфському культурному шарі. Кліті були спалені наприкінці XI — початку XII ст., судячи за залишками  кераміки на їхньому дні. З історії ж відомо, що в цей період були особливо сильні набіги половців на Русь.
Координати — 49.63323, 30.61613.

## Галерея

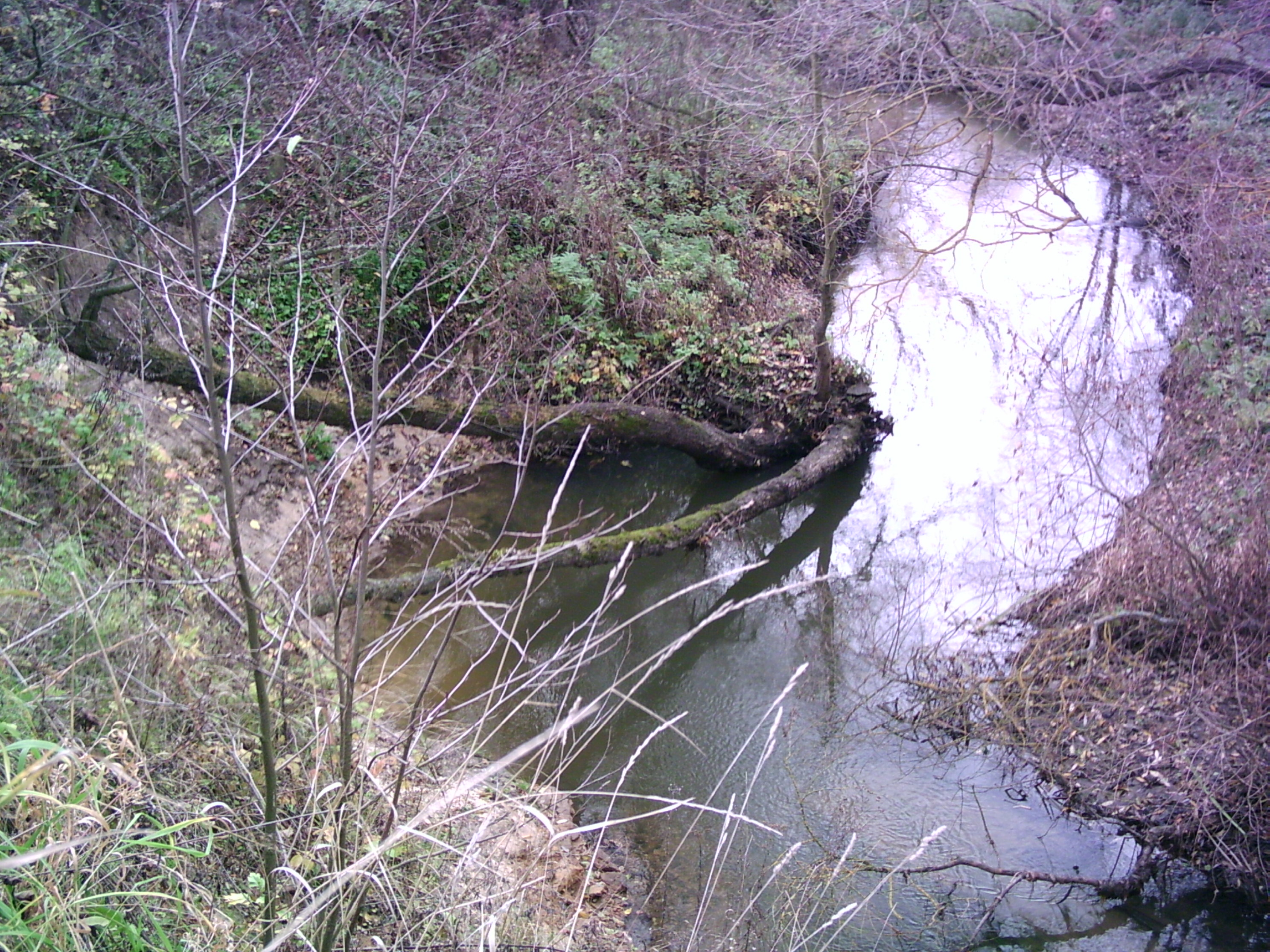
Вид на р. Горохуватка з валу городища
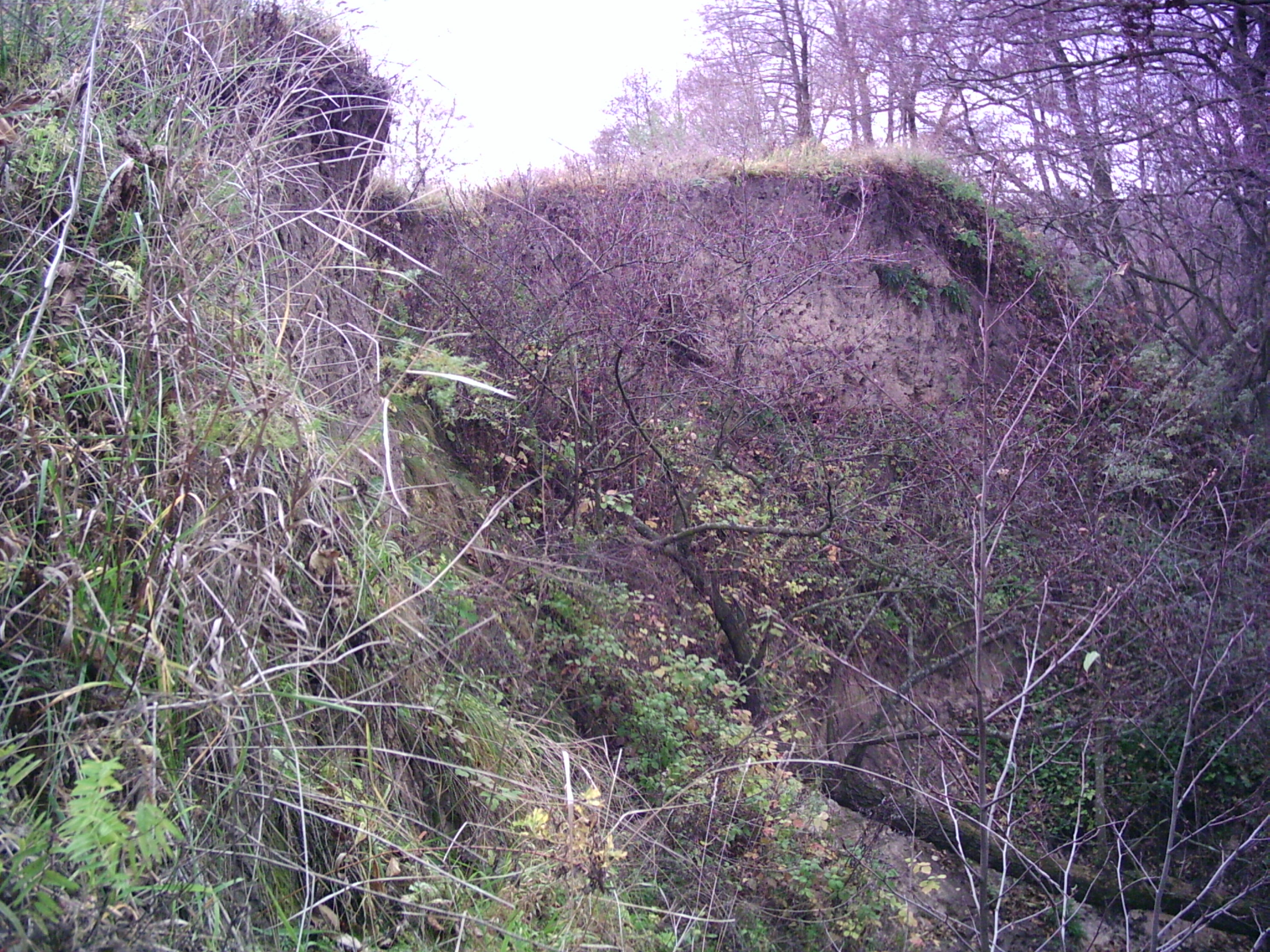
Вали городища
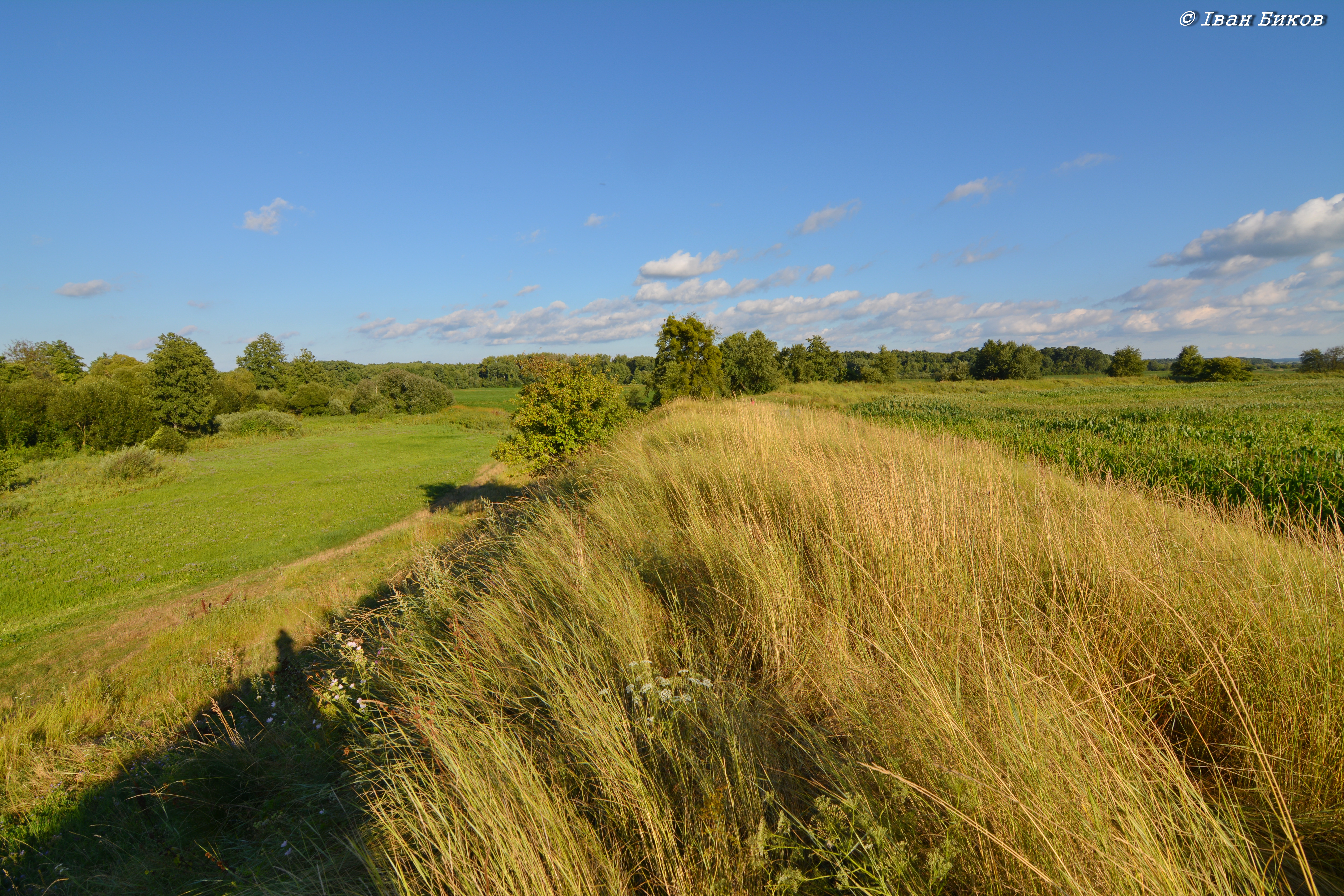
Вал